# 吸血魔団
『吸血魔団』（きゅうけつまだん）は、手塚治虫による日本の漫画作品。ケン一とおじさんが、おじさんの発明した身体を縮小する薬によって小さくなり、とある少年の体内で結核菌と脳司令部による戦いに巻き込まれるという内容である。特徴としては、人体の内部がダイナミックに描かれていることが挙げられる。
セルフリメイク作品の『38度線上の怪物』（さんじゅうはちどせんじょうのかいぶつ）についても、本記事で説明する。

## 沿革
1948年10月、『ロストワールド』の刊行2か月前にオール2色刷り単行本の発売をもって発表された。
本作に思い入れのあった手塚は、1953年3月に本作の「基本的なお話の骨格はそのまま」として、リメイク作品『38度線上の怪物』を発表した。同作は、『少年画報』（少年画報社）の別冊付録に掲載するために読み切りとして執筆された。1964年、本作の「ミクロ化した人間が病人の体内に入って病気を治すという設定」が『鉄腕アトム』のアニメ第1作第88話「細菌部隊」の原作として使用された。この「細菌部隊」は、1966年に公開された映画『ミクロの決死圏』の元になったといわれている。
1981年、『38度線上の怪物』が手塚治虫漫画全集の表題作として刊行された。1985年3月、国書刊行会より付録漫画傑作選が刊行され、同作が収録される。2011年3月、同作が手塚治虫文庫全集の表題作として刊行された。

## 38度線上の怪物
『38度線上の怪物』は『吸血魔団』発表から5年後の1953年に手塚がセルフリメイクした作品である。『少年画報』（少年画報社）に掲載された。ケン一とヒゲオヤジがカビの生えたパンを食したことによって身体が縮小し、結核菌と白血球軍の戦いを目撃し、結核菌を倒すために奮闘するという内容である。
タイトルの「38度線」は、「人間の体温」と「朝鮮民主主義人民共和国と大韓民国とを南北に分断する北緯38度線」をかけたことに由来している。結核を患う人の話が少年の夢として登場する部分が、『吸血魔団』とは異なる本作のオリジナル要素となっている。「映画のパロディや楽屋落ちのギャグ」といった、手塚による遊びの要素が取り入れられているが、彼は本作について、楽屋落ちが多いことから「3流半以下の作品」と評している。

## 書誌情報
吸血魔団
- 手塚治虫『吸血魔団』 東光堂〈長篇漫画選書〉2、1948年10月20日発売[2][8] - 国立国会図書館書誌ID:023486888[注 1]
- 手塚治虫『吸血魔団』 青林堂〈虫の標本箱〉パートIII、1976年初版
- 手塚治虫『吸血魔団』 名著刊行会〈初版復刻手塚治虫初期漫画館〉第10集、1980年初版 NCID BN06283989

38度線上の怪物
- 手塚治虫『38度線上の怪物』講談社〈手塚治虫漫画全集〉、1981年2月[4] - ISBN 4-06-108643-X[注 2]
- 手塚治虫『38度線上の怪物』講談社〈手塚治虫文庫全集〉、2011年3月11日発売[7]、ISBN 978-4-06-373822-3